# ニーズ
ニーズ (needs)は、欲求、要求(require)、需要(demand)。
マーケティング用語として用いる場合、フィリップ・コトラーの定義によれば、人間生活上必要なある充足感が奪われている状態のこと。これを満たす（特定の）モノはウォンツ (wants) と呼ぶ。顧客からの要望というときに使うことがある。我がまま、難題までも一括りにしてしまっていることがある。その見極めが出来るか否かが課題となる。
顧客の意識のしかたによって2種類に分類できる。
顕在ニーズ顧客が「これが欲しい」と具体的、明確に表現する需要(demand).
潜在ニーズ顧客がまだ気付いていない、または明確に表現できず、宣伝・商品を見て初めて｢こんなものが欲しかった｣と気付く需要。